# Symphysodontella parvifolia
Symphysodontella parvifolia är en bladmossart som beskrevs av Edwin Bunting Bartram 1957. Symphysodontella parvifolia ingår i släktet Symphysodontella och familjen Pterobryaceae. Inga underarter finns listade i Catalogue of Life.